# Inwazja potworów
Inwazja potworów (jap. 怪獣大戦争 Kaijū daisensō; ang. Invasion of Astro-Monster, alt. ang. Monster Zero) – japońsko-amerykański film typu kaijū z 1965 roku. Szósty film z serii o Godzilli.

## Opis fabuły
W dalekiej przyszłości, astronauci Glenn i Fuji lecą z misją, by zbadać niedawno odkrytą za Jowiszem – Planetę X. Tam natrafiają na rasę kosmicznych ludzi zwanych Xilienami. Kosmici proszą Ziemian o „użyczenie” dwóch potworów – Godzilli i Rodana, żeby mogły przepędzić z niej Króla Ghidora nazywanego przez nich jako Potwór Zero. W zamian obiecują lekarstwo na raka. Ziemskie państwa zgadzają się na transakcję, widząc w tym okazję do pozbycia się Godzilli i Rodana.
Na Ziemi wynalazca Tetsuo tworzy alarm ultradźwiękowy i sprzedaje go bizneswoman, pani Namikawie. Kobieta jednak mu nie płaci i znika. Tetsuo chodzi z Haruno, siostrą Fujiego. Fuji gardzi nim i uważa go za nieodpowiedniego kandydata na męża Haruno. Tetsuo dostrzega, że Namikawa umawia się z Glennem i podąża za nią, lecz zostaje schwytany przez szpiegów z Planety X.
Fuji i Glenn nie wierzą w czyste intencje Xilienów i utwierdzają się w swym przekonaniu, gdy ich latające spodki lądują na Ziemi. Aczkolwiek kontroler Planety X przeprasza za niezapowiedziany przylot. Xilieńskie spodki lokalizują, a następnie transportują Godzillę i Rodana na Planetę X. Zabierają także ze sobą Glenna, Fujiego i doktora Sakuraia. Astronauci wymykają się i dostrzegają xilieńskie kobiety wyglądające identycznie jak Namikawa. Zostają przyłapani przez straże, a kontroler Planety X daje im reprymendę.
Wkrótce Godzilla i Rodan pokonują Ghidorę. Xilieni dotrzymują słowa i dają taśmę z instrukcją do stworzenia leku na raka. Na Ziemi nagranie zostaje odtworzone. Zamiast przepisu na wyleczenie raka znajduje żądanie Xilienów o poddanie się. Mówią też, że użyli technologii magnetycznych fal, by przejąć kontrolę nad Królem Ghidorą nim ziemski statek kosmiczny przybył na Planetę X, a pod ich kontrolą są jeszcze Godzilla z Rodanem.
Glenn wparowuje do biura Namikawy i widzi ją w xilieńskim stroju. Namikawa przyznaje się mu do bycia jednym ze szpiegów Planety X, jednak mówi, że jest w nim zakochana. Wkrótce przybywają jej przełożeni celem porwania Glenna i wykonania wyroku śmierci na Namikawie za bycie emocjonalną. Glenn zostaje wtrącony do tej samej celi co Tetsuo. Glenn dostrzega, że Namikawa przed swoją śmiercią włożyła mu do kieszeni notatkę o słabym punkcie Xilienów – braku odporności na dźwięki. Tetsuo ma ze sobą prototyp urządzenia i dzięki niemu wywołuje bolesne spazmy u strażników i razem z Glennem uciekają z celi.
Japońskie Siły Samoobrony i Fuji pracują nad maszyną mającą zneutralizować xilieńską kontrolę nad potworami. Glenn i Tetsuo docierają do nich i dzielą się swymi rewelacjami. Podczas nadejścia potworów sygnał połączonych urządzeń jest emitowany przez radio i specjalne lampy promienne na ciężarówkach. Dzięki temu kosmiczna inwazja zostaje pokonana a spodki kosmiczne zniszczone. Wszyscy Xilieni dokonują samozniszczenia, a potwory nie są już pod xilieńską kontrolą.
Godzilla i Rodan toczą bitwę z Królem Ghidora, która kończy się ucieczką Ghidory i upadkiem ziemskich potworów do oceanu. Tetsuo wątpi czy Godzilla i Rodan są martwi. Fuji widząc, że Tetsuo przyczynił się do zwycięstwa Ziemian, zmienia o nim zdanie i akceptuje go. Doktor Sakurai oświadcza, że wysyła Glenna z powrotem na Planetę X jako ambasadora. Glenn akceptuje tę misję, choć Fuji mu ją odradza.

## Obsada
- Nick Adams – astronauta F. Glenn
- Gorō Naya – astronauta F. Glenn (głos, wersja japońska)
- Akira Takarada – astronauta Kazuo Fuji
- Akira Kubo – Tetsuo Torii
- Keiko Sawai – Haruno Fuji
- Yoshio Tsuchiya – kontroler Planety X
- Kumi Mizuno –
  - Namikawa,
  - kobiety z Planety X
- Jun Tazaki – dr Sakurai
- Kenzō Tabu – dowódca szpiegów Planety X na Ziemi
- Tōru Ibuki – szpieg Planety X na Ziemi
- Takamaru Sasaki – prezes Komitetu Ziemskiego
- Gen Shimizu – minister obrony
- Yoshifumi Tajima – generał
- Someshō Matsumoto – buddyjski kapłan
- Haruo Nakajima – Godzilla
- Shoichi Hirose – Król Ghidora
- Masaki Shinohara –
  - Rodan,
  - gap

## Produkcja

### Przygotowanie i scenariusz
W maju 1965 roku amerykański tygodnik „Variety” poinformował, że szef UPA – Henry G. Saperstein zawarł umowę na koprodukcję z Tōhō pięciu filmów – trzech monster movie, filmu wojennego i thrillera szpiegowskiego, a także programu telewizyjnego, który będzie kręcony w Japonii i emitowany na stacjach w Stanach Zjednoczonych. Jednym z tych filmów okazał Frankenstein Conquers the World będący w fazie produkcji, zaś kolejnym była Inwazja potworów, którą Saperstein uważał za swoją pierwszą pełnoprawną koprodukcję z Tōhō.
Był to pierwszy film typu kaijū, który w fabule zawierał inwazję kosmitów kontrolujących potworów, co stało częstym motywem i stereotypem w japońskich monster-movies. Shinichi Sekizawa ponownie objął obowiązki scenarzysty. Saperstein uważał, że scenariusze Sekizawy miały charakter formalny, zauważając, że zbyt często filmy te „otwierały się podczas konferencji prasowej lub rządowej konferencji naukowców i urzędników”, co powoduje znużenie widowni i że przekonał produkcję, że „musieli bardzo często wkraczać na scenę szybciej. Konferencja może odbyć się później”.
Jako że wtedy były próby klonowania ryb i żab, reżyser Ishirō Honda i Sekizawa zaoferowali, by Xilieni zostali ukazani jako skomputeryzowana faszystowska cywilizacja jako ostrzeżenie przed ślepym oddaniem się nauce.
Ze względu na popularność zdobytą po debiucie Tomoyuki Tanaka postanowił, że Król Ghidora pojawi się ponownie jako główny antagonista potworów. W filmie miała też wystąpić Mothra, usunięta potem z powodów budżetowych.

### Casting
Tak jak w poprzednich koprodukcjach Saperstein nalegał na amerykańskich aktorów, celem pozyskania szerszej widowni. W rolach głównych wystąpili Nick Adams, wcześniej grający w filmie Frankenstein Conquers the World, oraz Akira Takarada. Rolę Namikawy zagrała Kumi Mizuno. Przy opracowaniu jej wyglądu pomagał Honda. Obsadzony w roli kontrolera Planety X Yoshio Tsuchiya, prywatnie pasjonujący się fantastyką naukową, miał duży udział w tworzeniu roli i układania xilieńskich gestów dłoni, a także stworzył do kilku scen język xilieński tworząc go z języków francuskiego, niemieckiego i języka kappy z powieści Kappa Ryūnosuke Akutagawy. Role Tetsuo zagrał Akira Kubo, dla którego był to pierwszy występ w filmie z Godzillą. Główną rolę żeńską otrzymała początkująca Keiko Sawai, wcześniej mająca epizod w filmie Frankenstein Conquers the World. Licząc na rozwój kariery Sawai więcej ról, Tōhō określał ją jako „Nadzieję ’66” na plakatach.

### Realizacja
Tak jak w Frankenstein Conquers the World Nick Adams ponownie wygłaszał swe kwestie w ojczystym języku i można je usłyszeć w anglojęzycznych wersjach językowych filmu. Adams był zachwalany przez Sapersteina za swój entuzjazm do pracy i profesjonalizm, zaś inni aktorzy wspominali jak ze wszystkimi się dogadywał i codziennie odwiedzał plan zdjęciowy do efektów specjalnych. To samo czynił Yoshio Tsuchiya.
Adams i Honda stali się bliskimi przyjaciółmi do tego stopnia, że Adams zaoferował Hondzie pomoc w uczeniu jego syna, co nie nastąpiło z powodu przedwczesnej śmierci Adamsa. Jako że był to kolejny film, gdzie Adams i Mizuno grali postacie związane ze sobą wątkiem romantycznym, pogłoski o ich romansie nasiliły. W końcu je potwierdzili Saperstein i córka Adamsa, twierdząc, że Adams zakochał się w Mizuno i było to przyczyną jego rozwodu. Mizuno odrzuciła jego zaloty, jako że była już zaręczona.

#### Efekty specjalne
Za efekty specjalne filmu odpowiadał Eiji Tsuburaya, a Teruyoshi Nakano pełnił funkcję jego asystenta. Na projekt rakiet P1 i kombinezonów astronautów miały wpływ misje Program Gemini. Wyprodukowano kilka modeli rakiety P1, z których największy osiągał 3 metry wysokości. Do połączenia aktorów i spodków na plaży zastosowano drukarkę optyczną Oxberry. Sceny pierwszego lądowania UFO na Ziemi były uzależnione od dobrej pogody.

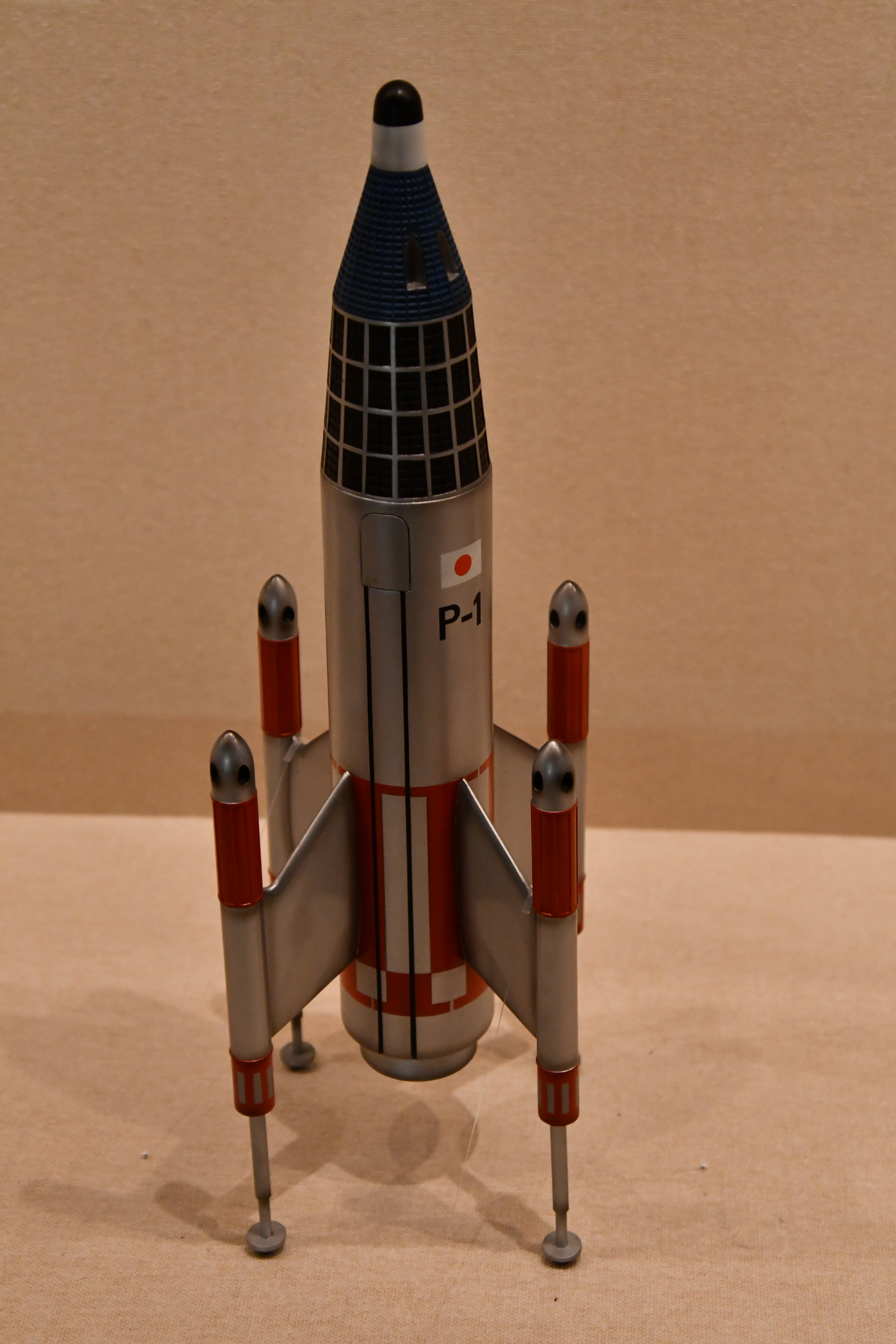
Makieta rakiety P1 w Muzeum Kultury w Akashi

Na potrzeby filmu Godzilla otrzymał nowy kostium, który otrzymał fanowska nazwę Daisenso-Goji. Ponownie wykorzystano kostium Rodana z poprzedniego filmu z pewnymi naprawami, głowa otrzymała nowy dziób wykonany z FRP, a wielkość skrzydeł nieznacznie wzrosła.
Kostium Króla Ghidory z poprzedniego filmu został ponownie użyty, ale musiał zostać naprawiony w kilku obszarach. Mianowicie szyje zostały naprawione i wydłużone, a skrzydła zostały wzmocnione u podstawy, a także nieco zmienione w kształcie. Złota farba użyta do kostiumu również zaczęła go korodować, w wyniku czego kształt jego głów zaczął się psuć. Ponownie użyto także makiety latającego Króla Ghidory i była ponownie wykorzystywana podczas wszystkich kolejnych występów postaci w serii Shōwa.
Niektóre nowe modele potworów w skali zostały również stworzone specjalnie dla tego filmu, takie jak obezwładnione modele Rodana i Godzilli, używane w scenach, w których potwory są transportowane na Planetę X, kilka modeli w różnych skalach do ujęć z lotu ptaka oraz mechaniczne kukiełki wszystkich trzech przedstawionych potworów w planie dalekim. Chociaż sam Rodan nie pojawił się w filmach przez kolejne trzy lata, miniaturowa makieta Rodana w skali 1/2 została kilkakrotnie przerabiana i ponownie wykorzystana, zarówno w serialach telewizyjnych wyprodukowanych przez Tsuburaya Productions, jak i później w Ebirah – potwór z głębin.
Głowa Króla Ghidory była manipulowana strunami fortepianu, po jednym dla każdej głowy. Aby je obsługiwać, praktyczni pracownicy zajmujący się efektami musieli wspinać się na dwuwarstwowe rusztowania na suficie, na którym zwykle zawieszano sprzęt oświetleniowy. W podobny sposób, w niektórych scenach, w których Król Ghidora musiał unieść się w powietrze, cały kostium był wspomagany strunami fortepianu i podnoszony przez kilku członków personelu jednocześnie. W przypadku scen latania króla Ghidorah na Planecie X rekwizyt był przymocowany do dwóch jednoszynowego podsufitowego zestawu.
To pierwszy film z Godzillą, gdzie z powodu cięć budżetowych do efektów specjalnych zaczęto stosować materiały archiwalne z poprzednich filmów. Użyto scen zniszczeń z Mothry, Rodan – ptak śmierci, The Mysterians, Ghidorah – Trójgłowy potwór. Spotkało się to z obiekcjami Ishirō Hondy, który uważał to za obrażanie inteligencji fanów i widzów.
Z tego filmu pochodzi sławny taniec radości wykonywany przez Godzillę. Oparty został na popularnej w Japonii pozie shē, znaku firmowym Iyamiego z mangi Osomatsu-kun autorstwa Fujio Akatsuki. Yoshio Tsuchiya będący wielkim fanem Osomatsu-kun, poprosił twórcę efektów specjalnych, Eijiego Tsuburayę, by Godzilla wykonał pozę shē. Eiji Tsuburaya wiedząc, że seria na tym etapie była lżejsza w tonie, ochoczo się zgodził. Haruo Nakajima wcielający się rolę Godzilli, kamerzysta efektów specjalnych Sadamasa Arikawa i Ishirō Honda byli przeciwni temu pomysłowi, jednak ku ich niezadowoleniu scena z pozą shē znalazła się w gotowym filmie. Syn Hondy, Ryuji wspominał, że jego ojciec był więcej niż wściekły i uznał tę scenę za ośmieszającą: „Jestem pewien, że mówił do siebie: »Nie do tego stworzyliśmy Godzillę. To nie w porządku«”.

#### Muzyka
Za muzykę odpowiadał Akira Ifukube. Główny motyw muzyczny został przez niego stworzony z przetworzenia wersja Frigate March z Godzilli, który też został zaadaptowany z innego utworu Ifukube – Kishi Mai z 1943 roku.

## Wersja amerykańska
W latach 60. XX wieku Tōhō zaczęło zlecać hongkońskim studiom dubbingowym tzw. międzynarodowe wersje tj. anglojęzyczne wersje swych filmów, by ułatwić sprzedaż na rynek europejski. Europejskim dystrybutorom mającym doświadczenie z produkcjami Hollywood było łatwiej było przetłumaczyć film z języka angielskiego, niż  z japońskiego, do którego konieczne było zatrudnionych odpowiednich tłumaczy specjalizujących się w tym języku. Jakość tych dubbingów była na niskim poziomie i m.in. z tego względu Saperstein zlecił własny dubbing studiu Glen Glenn Sound z Los Angeles.
Saperstein zaplanował premierę filmu 1 lipca 1966 roku, jednocześnie miał problemy  z dystrybucją swej wersji, gdy w Wielkiej Brytanii od dawna była premiera międzynarodowej wersji Tōhō. Zaś amerykańska premiera filmu odbyła dopiero 5 lat po japońskiej premierze. Saperstein tłumaczył, że „Tōhō nie zawsze zależy wydać szybko film na arenie międzynarodowej... Jest wiele pracy technicznej do zrobienia: wysyłanie interpozytorów, ścieżek dźwiękowych, efektów i ścieżek muzycznych, a potem są rzeczy, które musimy z nimi zrobić tutaj... Więc jeśli [Tōhō] wloką nogi... to tylko wpływa na to, jak długo jeszcze pchana jest droga”.
Jednakowo „Variety” we wrześniu 1970 roku sugerował, że zarówno Inwazja potworów, jak i Pojedynek potworów „siedziały na półce [w UPA], ponieważ [dystrybutorzy] stwierdzili, że nie mają potencjału”.
W przeciwieństwie do poprzednich filmów z Godzillą wersja amerykańska nieznacznie się różniła od wersji japońskiej. Jedynymi znaczącymi zmianami były osadzenie akcji roku 196X, re-aranżacja niektórych fragmentów muzyki Ifukube i zmiana leku na raka na lekarstwo na wszystkie choroby.
Inną różnicą wersji UPA w stosunku do międzynarodowej wersji Tōhō był anglojęzyczny tytuł. Oficjalny angielski tytuł filmu brzmi Invasion of Astro-Monster, gdy UPA wypuściła go do amerykańskich kin jako Monster Zero. W 1980 roku UPA zmieniło tytuł filmu Godzilla vs. Monster Zero na potrzeby telewizji i rynku wideo i pod tym tytułem był znany w Stanach Zjednoczonych w ciągu następnych dwóch dekad, w tym w wydaniu DVD z 1998 roku dystrybuowanym przez Simitar. Classic Media wydało zarówno oryginalną japońską wersję filmu, jak i rekonstrukcję początkowej amerykańskiej wersji kinowej Monster Zero na DVD w USA w 2007 roku jako Invasion of Astro-Monster. Janus Films dostarczył pełną międzynarodową wersję filmu, wcześniej rozpowszechnianą na wideo w Wielkiej Brytanii, zatytułowaną Invasion of the Astro-Monsters na platformach streamingowych, kiedy nabył licencję do filmu w 2017 roku.

## Odbiór

### Premiera kinowa
Japońska premiera odbyła się 19 grudnia 1965 roku w podwójnym seansie wraz z Ereki no Wakadaishō. Film wznowiono w japońskich kinach w 1971 roku w ramach bloku filmowego dla dzieci Toho Champion Festival jako Kaijū daisensō: Kingu Gidora tai Gojira (jap. 怪獣大戦争 キングギドラ対ゴジラ; pol. Wojna wielkich potworów: Król Ghidorah kontra Godzilla).
29 lipca 1970 roku amerykański dystrybutor filmu, Maron Films wypuścił go jako Monster Zero w podwójnym seansie wraz z Pojedynkiem potworów, dwa lata po śmierci Nicka Adamsa.
Polska premiera miała miejsce w październiku 1970 roku wraz z krótkometrażowym filmem dokumentalnym Zenek Jerzego Kadena, będąc tym samym pierwszym, od Godzilli w 1957 roku, filmem z Godzillą w polskich kinach.

### Wynik finansowy
Film przy koszcie 132 mln jenów zarobił 187,55 mln jenów przy sprzedanych 3,78 mln biletach i był dziesiątym najbardziej dochodowym filmem na rynku japońskim w 1966 roku, będąc ostatnią produkcją Hondy i Tsuburayi która znalazła się w pierwszej corocznej dziesiątce najbardziej kasowych filmów w Japonii. Podczas reedycji w 1971 roku dodatkowo zarobił 22,45 mln jenów przy sprzedanych 1,35 mln biletów.
W Stanach Zjednoczonych film zarobił 3 mln dolarów.

### Odbiór
Film zdobył mieszane recenzje ze wskazaniem na pozytywne.
Jon Matsumoto z „The Los Angeles Times” ogłosił, że Inwazja potworów jest „niesamowitym złym filmem”, oświadczając, że film „zawiera większość elementów, które sprawiły, że ta forma filmu była tak atrakcyjna dla przeciętnego 5-12 letniego chłopca” oraz że film jest „buntowniczą zabawą dla dorosłych” z powodu „niezamierzonej tandetności filmu”.
Janusz Skwara na łamach „Filmu” dał pozytywną recenzję, jako film odbywający się w zgodzie z regułami gatunku, jedynie utyskując na rozszerzenie akcji poza Ziemię, twierdząc iż w dobie lądowania na Księżycu nie da się uwierzyć w istnienie nieznanych planet w Układzie Słonecznym i sarkastycznie twierdząc, że w przypadku faktycznej inwazji kosmitów Ziemi ludzkość nie miała jak się bronić wobec nieistnienia Godzilli i Rodana. Określił Króla Ghidorę jako potwora zamierzchłej epoki nie mającego zmysłu sportowego, ironizując iż Godzilla zainteresował sportem dzięki Olimpiadzie 1964 i do „czasów realizacji »Inwazji« Godzilla mógł wielokrotnie przyjrzeć pojedynkom bokserskim, w których brało udział wielu Polaków z Grudniem, Kulejem i Kasprzykiem na czele”.
Lucjan Kydryński na łamach „Przekroju” dał neutralną recenzję, określając film „kosmicznymi bzdurami”, jednakowo uznał, że sprawdza się jako emocjonujące „prawdziwe, najprawdziwsze kino”.
Steve Ryfle w swej książce Japan’s Favorite Mon-star: The Unauthorized Biography of „The Big G” chwalił film za ciekawych złoczyńców, dbałość o wizualne szczegóły odróżniające od innych filmów tokusatsu z tego okresu, różnorodność modeli i makiet oraz futurystyczne motywy, jednocześnie zwracając, że to w nim pojawiły się rzeczy, które przyczyniły się do nadszarpnięcia reputacji serii.

## Odniesienia w kulturze popularnej
- W filmie animowanym Project A-ko 3: Cinderella Rhapsody Ako podczas zakupów przymierza kostium Xiliena, Godzilli i Króla Ghidory.
- W odcinku serialu anime Urusei Yatsura pt. „Supēsu Omiai Dai Sakusen” Xilien pojawia się jako jeden z zalotników Lum[31]. W Urusei Yatsura 2: Beautiful Dreamer podczas gorączkowych przygotowań w liceum w Tomobiki-cho do festiwalu przechadzają osoby w kostiumach Xilienów[32].
- W filmie Kosmita z przedmieścia Adrian Beltz chcąc przypodobać się japońskim biznesmenom wspomina w quizie nt. japońskich filmów udział Raymonda Burra w filmie Godzilla, King of the Monsters! i omyłkowo Nicka Adamsa w Rodanie – ptaku śmierci.
- W filmie The Oral Generation amerykański plakat filmu jest promowany w kinie.
- Odcinek serialu anime The Adventures of Mini-Goddess pt. „Daikaijū Gabira Kessenhen” jest parodią filmów z Godzillą z lat 60., zaś czołówka jest podobna do tej z Inwazji potworów[33].
- W skeczu Robot Chicken pt. „Godzilla: The Musical” Godzilla podczas broadwayowskiego występu wykonuje taniec radości[34].
- W odcinku Pokémon: Advanced Generations pt. „Eiga taiketsu! Shutsugeki isshu bōei-tai!!” będącym parodią filmów kaijū Cilan gra w filmie Luke’a na konkurs filmowy rolę złego kosmity będącego głównie parodią Xilienów, zaś makieta jego statku wygląda jak UFO Xilienów[35].